# Miyake
Miyake (三宅町?) è una cittadina giapponese della prefettura di Nara.